# 老師的相親對象竟然是、學校的、壞學生。
《老師的相親對象竟然是、學校的、壞學生。》，簡稱《Omitsuyo》（おみつよ），是一部由虎井シグマ所繪製的輕熟女題材日本漫畫。2015年11月15日正式在ComicFesta網站連載，2016年9月由彗星社出版單行本。

## 故事簡介
菜乃是受到學生崇拜的人氣教師。但只有男學生宗二總會讓她感到困擾。
某天，她在熟人的介紹下去相親。由於不成熟而在一開始充滿不安的菜乃，逐漸敞開心扉，與相親對象營造出不錯的氣氛。但那個對象竟然是變裝的宗二！雖然她斷然拒絕相親，但宗二卻以此為契機不分場合地展開攻勢。認真的教師菜乃能夠拒絕宗二的愛嗎？

## 登場人物
- 通常版 / 完全版的配音。

齊川菜乃（聲：本泉莉奈 / 青井美海）
高中老師。身高156cm，血型A，出生於3月20日。
專業是歷史，擁有一頭棕色長髮，在學生之間很有人氣。性格溫柔、內向，也因為太過害羞而在感情上邁不出第一步，在介紹下與父親好友的長子高宮宗一郎相親，初次見面便對宗一郎產生熟悉卻陌生的感覺，正當準備進一步發展時，卻意外從宗一郎口中聽到「老師...」，才發現自己相親交往對象竟然是自己學生久我宗二假扮。
身為教師應該拒絕宗二，但身為女人卻對宗二的一舉一動逐漸心動。
久我宗二（聲：白井悠介 / 古河徹人）
高中生。身高178cm，血型A，出生於1月29日。
學校課堂上的壞學生，但因帥氣外型，在女孩中一直很受歡迎。父母離婚後隨母姓。
直到初中前一直是籃球部的球員，但因為性格孤傲，逐漸與周遭的人疏離，進入高中後更是連課都很少上。
在得知哥哥宗一郎要和菜乃相親後，主動跟宗一郎提出想代替他去和菜乃相親，即使相親最後被菜乃拒絕卻沒放棄，反而藉著有過相親的事展開一連串猛烈追求。
高宮 宗一郎（聲： 新垣樽助/ 櫻井真人）
在父親公司任職。身高184cm，血型AB，出生於5月11日。
父母離婚後，追隨父親並將其名字姓氏更改為高宮。
外表紳士優雅，有時候會指責宗二的魯莽行為，但本質很疼愛他。
高宮弘宗（聲：高橋伸也 / 本多啓吾）
宗二及宗一郎的父親，商人。
離婚後取得高宮 宗一郎的監護權，但與宗二的關係依舊不錯。原先想讓長子宗一郎與菜乃相親，但得知相親對象變成自己小兒子，不但不生氣，反而主動幫宗二說好話。
菜乃母
配音 - 高橋奈津江 / 草村ケイ
菜乃父
配音 - 東裕介 / あずま響介

## 漫畫
| 集數 | 彗星社         | 彗星社                 |
| 集數 | 發售日期       | ISBN                   |
| ---- | -------------- | ---------------------- |
| 1    | 2016年9月18日  | ISBN 9784434221910     |
| 2    | 2017年4月18日  | ISBN 9784434230431     |
| 3    | 2017年10月18日 | ISBN 9784434236037     |
| 4    | 2018年6月18日  | ISBN 978-4-434-24646-3 |
| 5    | 2019年6月18日  | ISBN 978-4-434-25944-9 |

## 電視動畫
2017年10月1日起在東京都會電視台首播5分鐘的短篇動畫，通常版與完全版使用不同的聲優，
完全版R-18由ComicFesta AnimeZone限定發行播送，AT-X播送的R-15版本使用與通常版同樣的聲優。

### 工作人员
- 原作：虎井シグマ
- 导演和编剧：みうらさぶろう
- 角色设计、總作畫監督：びんめ
- 美術監督：片野坂悟一
- 色彩設計：小松さくら
- 攝影監督、編輯：堀川和人
- 音響監督：えのもとたかひろ
- 音響制作：StudioMouse
- 动画制作：Seven
- 制作：虎井Shiguma/久我宗二の愛の教育委員会

### 主题曲
主題歌「My One」
作詞 - 火ノ岡レイ / 作曲・編曲 - 森田交一 / 歌 - 葉月さき

### 各話列表
| 話數 | 日文標題 | 中文標題                                       | 分鏡             | 演出             | 作畫監督 | 片尾插畫 |
| ---- | -------- | ---------------------------------------------- | ---------------- | ---------------- | -------- | -------- |
| 1    |          | 第一次的羞恥，快感，男人的注視。               |                  | 前田幹太         |          | 服部昇大 |
| 2    |          | 身份曝光，但卻停不下違背倫理道德的行為。       | 管振宇           | 前田幹太         | はらだ   |          |
| 3    |          | 兩人獨處時，他突如其來的告白染紅我的臉頰和身體 | 九鬼龍彌         | 前田幹太         |          |          |
| 4    |          | 兄長出場，膨脹的獨佔欲和堅定的決心             |                  | 前田幹太         |          |          |
| 5    |          | 他的房間，撫摸的感覺之下慾火焚身的夜晚         | 宇佐見翔太       | 前田幹太         |          |          |
| 6    |          | 一夜旅行，交會的思念與交纏的肉體               | 宇佐見翔太       | 前田幹太         |          |          |
| 7    |          | 「無法忍耐」，今天的畢業指導依舊毫無進展           | びんめ、荒木英樹 | 前田幹太         |          |          |
| 8    |          | 急促的喘氣，脫下的眼鏡與理性的枷鎖             | 荒卷鮭           | 前田幹太         | comura   |          |
| 9    |          | 學園祭，「戀人」登場妒火中燒                   | 揉藏             | 松本和志         |          |          |
| 10   |          | 痛楚淚水，各自的想法                           | 揉藏             | 松本和志         |          |          |
| 11   |          | 不斷地重複，「愛你」的話語與甜美的親吻         | 揉藏             | 荒卷鮭、松本和志 |          |          |
| 12   |          | 未婚夫是學生，強硬的問題兒童。                 | 揉藏             |                  |          |          |

| TOKYO MX 星期一 01:00-01:05節目 | TOKYO MX 星期一 01:00-01:05節目                    | TOKYO MX 星期一 01:00-01:05節目 |
| ------------------------------- | -------------------------------------------------- | ------------------------------- |
|                                 | （2017年10月2日－12月18日）                        |                                 |
| 裙子裡面有怪獸。                | 25歲的女高中生～讓老師來教教妳什麼叫做兒童不宜觀賞 |                                 |

## 外部連結
- 電視動畫『相親對象是強硬問題兒學生』官方網站 （页面存档备份，存于）（日語）
- 電視動畫『相親對象是強硬問題兒學生』的X（前Twitter）（日語）
- 《老師的相親對象竟然是、學校的、壞學生。》中文電子書網站 （页面存档备份，存于）